# Joanna Newsom
Joanna Caroline Newsom (Grass Valley, 18 de janeiro de 1982)  é uma harpista, pianista, cantora e compositora norte-americana. Nascida no norte da Califórnia, Newsom recebeu treinamento clássico em harpa na juventude e começou sua carreira musical como tecladista da banda indie The Pleased, em São Francisco.

## Vida e família
Newsom nasceu em 18 de janeiro de 1982 em Grass Valley, Califórnia. É filha do meio de de Christine e William Newsom, médicos progressistas da região de São Francisco. Newsom foi criada em Nevada City com seu irmão mais velho, Peter, também músico, e sua irmã mais nova Emily, uma astrofísica que inspirou sua canção "Emily" (e que contribuiu como backing vocals). Ela é também prima de segundo grau do atual governador da Califórnia, Gavin Newsom.
Os pais de Newsom, descritos pela musicista como "idealistas que queriam proteger seus filhos de más influências, como filmes violentos", a proibiram de ver televisão ou ouvir rádio na infância. Exposta à música desde cedo, seu pai tocava violão e sua mãe era uma pianista clássica que tocava dulcimer, auto-harpa e conga. Ela frequentou uma escola Waldorf, onde estudou teatro e aprendeu a memorizar e recitar longos poemas, e seu primeiro contato com a harpa veio aos cinco anos, quando foi matriculada em aulas particulares por vontade própria.

## Carreira

### 2002-2004: Início, The Pleased e The Milk-Eyed Mender
Newsom estudou composição e escrita criativa no Mills College, mas trancou o curso para se concentrar em sua música. Foi tecladista do grupo indie The Pleased, e, posteriormente, voltou a morar com a família em Nevada City.
Seu primeiro álbum, The Milk-Eyed Mender, foi lançado pela gravadora Drag City em 2004. The Milk-Eyed Mender vendeu 200.000 cópias e rendeu um cult following à musicista. O álbum foi considerado uma "referência neo-folk" pelo historiador da música John Morrish em 2007, e foi eleito o 12º melhor álbum folk de todos os tempos pela NME.
Participou de turnês com Devendra Banhart e Vetiver e no ano seguinte, do álbum Lookaftering, de Vashti Bunyan (2005). Sua faixa "Sprout and the Bean" fez parte da trilha sonora do filme de terror The Strangers, de 2008. Sua música This Side Of The Blue foi trilha sonora da propaganda de 2007 da operadora Orange.
Seu trabalho tornou-se destaque na cena do indie e sua fama começou a crescer, em parte devido a um número de apresentações ao vivo e participações no The Jimmy Kimmel Show, da ABC.

### 2006: Ys
Seu segundo álbum, Ys, foi lançado em novembro de 2006, também pela Drag City. O álbum apresenta orquestrações e arranjos de Van Dyke Parks, engenharia de Steve Albini e mixagem de Jim O'Rourke, produtor musical e ex-membro do Sonic Youth. Para divulgar Ys, Newsom tocou o álbum ao vivo em 2008 com a Filarmônica do Brooklyn, em Nova York, e com a Orquestra Sinfônica de Sydney, na Austrália. Sucesso de crítica, o álbum alcançou a posição 134 na Billboard 200, foi indicado para o Shortlist Music Prize em 2007 e vendeu 250.000 cópias até 2010.

### 2009-2011: Have One On Me
Em 2009, Newsom fez uma aparição no clipe de "Kids", do MGMT. No mesmo ano, apresentou mais de duas horas de material inédito num show não anunciado em Big Sur, Califórnia, com a cantora e letrista Mariee Sioux, sob o pseudônimo de The Beatles. Cerca de um terço de seu novo material foi tocado no piano, acompanhado de banjo, violino, guitarra e bateria.
Seu terceiro disco, Have One on Me, foi lançado em 23 de fevereiro de 2010 na América do Norte. Gravado em Tóquio em 2009, é um álbum triplo com mais de duas horas de música. Ann Powers, do Los Angeles Times, elogiou o álbum: "Newsom usa seu estilo de composição para explorar as formas com que o amor tradicional pode ser o começo e o fim das possibilidades para as mulheres: fugir de casa e ser exilada dela; dar à luz ou ser oprimida pela fertilidade; ser confidente ou traída. "

### 2015: Divers
Após um hiato de cinco anos, Divers, seu quarto álbum solo de estúdio, foi lançado em 23 de outubro de 2015. O álbum chegou ao primeiro lugar nas paradas de álbuns alternativos da Billboard e superou as vendas de seu álbum de 2006,Ys. Newsom contracenou com Joaquin Phoenix no filme Inherent Vice, dirigido por Paul Thomas Anderson, como Sortilège, narradora da história. Peter Travers, da revista Rolling Stone, elogiou a narração de Newsom."

## Colaborações
Além de seu material solo, Newsom gravou com as bandas Smog, Vetiver, Nervous Cop, Golden Shoulders, Thao and The Get Down Stay Down, com Scott Indrisek e no álbum Lookaftering, de Vashti Bunyan. Newsom fez vocais de apoio nas músicas "Ras Trent" e "We Are a Crowd", do The Lonely Island.
Newsom contribuiu com vocais para a música-tema do filme The Muppets, de 2011. Em 2017, tocou harpa na faixa "Zero", do grupo Electric Guest.

## Estilo
Newsom foi influenciada pelo estilo polimétrico de tocar, utilizado pelos instrumentistas da África Ocidental que utilizam o corá (um tipo de instrumento de corda). Sua professora de harpa, Diana Stork, ensinou-lhe o método básico de quatro batidas contra três, que pode ser ouvido em Ys, particularmente na metade da faixa "Sawdust & Diamonds". Sua harpa principal é uma Prince William Gold, feita pela Lyon & Healy.
A mídia a tem rotulado como um dos membros de maior destaque do moderno movimento psych folk, embora ela diga não estar ligada a nenhum estilo musical específico. Suas letras de canções incorporam elementos do indie pop, da chamada música folclórica de raiz, do modernismo avant-garde e de ritmos africanos de harpa. Newsom é soprano, e muitos comparam sua voz às das cantoras tradicionais de música folclórica. Há aqueles que se referem a seu timbre como "infantil". Newsom não gosta dessa última comparação e já se expressou contra ela em algumas entrevistas. Em 2009, ela descobriu nódulos vocais e não pôde cantar ou falar por dois meses. Sua voz sofreu mudanças permanentes, que podem ser percebidas a partir do álbum Have One On Me.

## Vida pessoal
Newsom é reservada, faz poucas aparições públicas e não está nas redes sociais. Em 2005, teve um breve relacionamento com o líder do Smog, Bill Callahan.
Em 2006, num de seus shows, conheceu o comediante e ator Andy Samberg, do Saturday Night Live e do grupo The Lonely Island, em 2006 em um de seus shows, apresentada por Fred Armisen. Newsom e Samberg ficaram noivos em fevereiro de 2013 e se casaram em 21 de setembro do mesmo ano em Big Sur, Califórnia.
Em março de 2014, Newsom e Samberg compraram a propriedade Moorcrest em Beachwood Canyon, Los Angeles. A casa pertenceu aos pais de Mary Astor na década de 1920 e também foi alugada por Charlie Chaplin. Eles também possuem uma casa no West Village em Manhattan, Nova York. Em 8 de agosto de 2017, a assessoria de Samberg confirmou o nascimento da primeira filha do casal, e em fevereiro de 2023, Jorma Taccone, colega de grupo de Samberg, confirmou o nascimento do segunda filha.

## Discografia

### Álbuns de estúdio
- The Milk-Eyed Mender (Drag City, 2004)
- Ys (Drag City, 2006)
- Have One On Me (Drag City, 2010)
- Divers (Drag City, 2015)

### Antigas gravações não-oficiais
- Walnut Whales (independente, 2002)
- Yarn and Glue (independente, 2003)

### Singles
- Sprout and the Bean (Drag City, 2004)
- What We Have Known (Drag City, 2011)

### EPs
- Joanna Newsom & The Ys Street Band E.P. (Drag City, 2007)

### Colaborações e apresentações como convidada
- Golden Shoulders - Let My Burden Be (Doppler, 2002)
- The Pleased - One Piece From The Middle (independente, 2002)
- The Pleased - Don't Make Things (Big Wheel Recreation, 2003)
- Nervous Cop - Nervous Cop (5 Rue Christine, 2003)
- Vetiver - Vetiver (Dicristina Stair, 2004)
- Smog - A River Ain't Too Much To Love (Drag City, 2005)
- Vashti Bunyan - Lookaftering (FatCat, 2005)
- The Lonely Island - "Ras Trent" e "We Are a Crowd" (Universal Records, 2009)
- The Muppets (música-tema) (Walt Disney, 2011)
- Thao & The Get Down Stay Down - Kindness Be Conceived (Ribbon Music, 2013)
- Electric Guest - Zero (Downtown, 2017)